# Жуань (музыкальный инструмент)
Жуань (кит. 阮, пиньинь ruǎn) — традиционный китайский струнный щипковый музыкальный инструмент, использующийся в оркестрах народной музыки и китайского театра; происходит от пипы.

## История

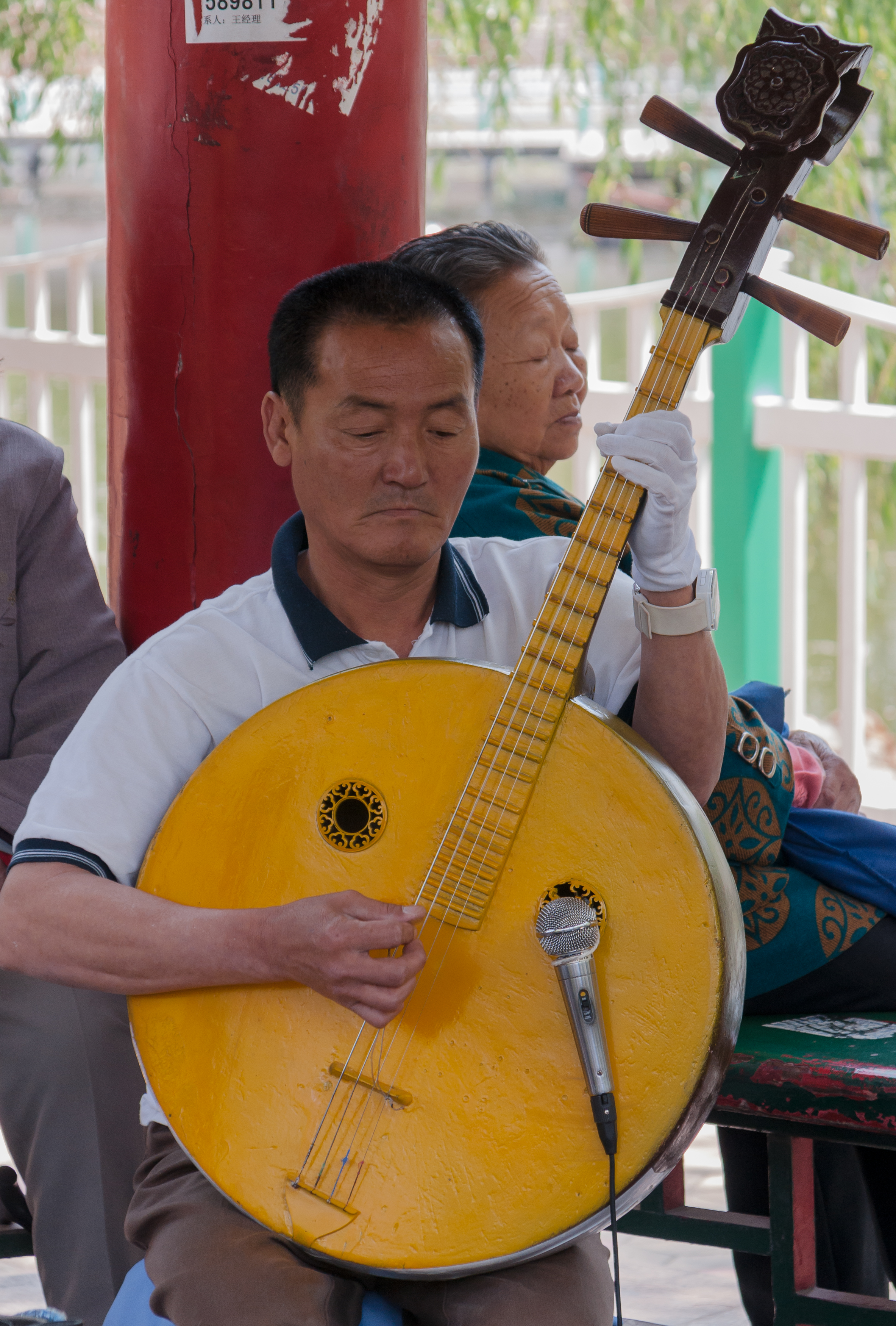
Мужчина играет на жуане

Появившуюся во времена династии Хань пипу с круглым резонаторным ящиком, 4 струнами и 24 ладами позднее начали называть пипой династии Хань (или пипой династии Цинь). Благодаря тому, что на ней превосходно играл знаменитый музыкант Жуань Сянь, один из Семи мудрецов бамбуковой рощи, эту пипу стали также называть в его честь жуань или жуаньсянь (кит. 阮咸).
Самое раннее изображение игры на пипе с очертаниями, соответствующими современному жуаню, было найдено на небольшом керамическом сосуде, датирующемся 260 годом.
Круглые лютни Вьетнама и Камбоджи происходят от жуаня.

## Описание
Корпус жуаня имеет круглую форму, передняя и задняя стенки выпуклые. К длинному грифу крепятся четыре колка, на шейке и верхней части деки размещается 24 хроматических лада.
Современный жуань бывает трёх размеров: большой дажуань (кит. 大阮), средний чжунжуань (кит. 中阮) и маленький сяожуань (кит. 小阮). На практике чаще используются больший и средний.
Во время игры жуань держится вертикально на левом бедре, струнами вперёд; струны щипают ногтями или медиатором из панциря черепахи.
Разновидностью жуаня является юэцинь.